# Nia Vardalos

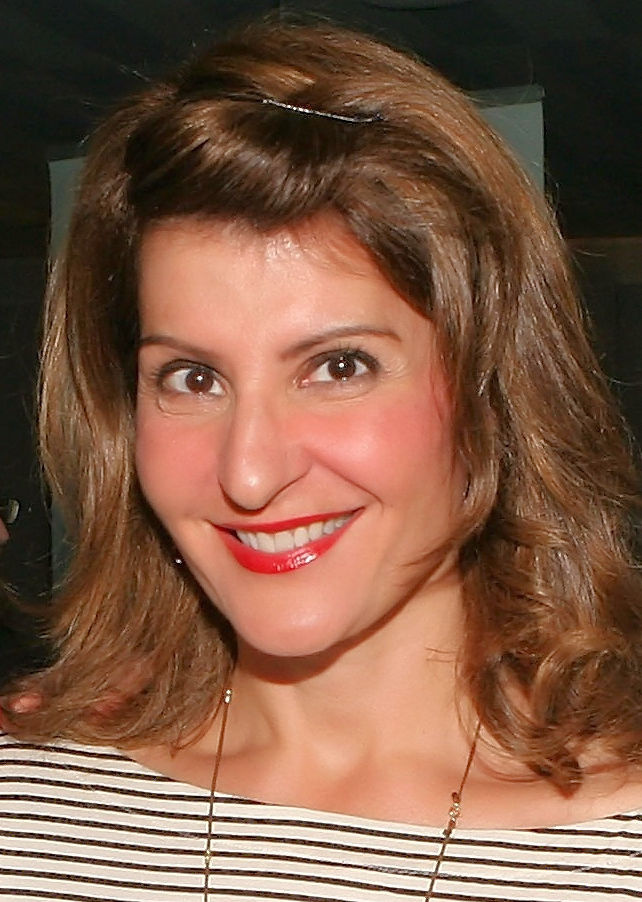
Nia Vardalos (2011)

Antonia Eugenia „Nia“ Vardalos (griechisch Αντωνία Ευγενία  «Νία» Βαρντάλος, * 24. September 1962 in Winnipeg, Manitoba) ist eine griechisch-kanadische Schauspielerin.

## Leben und Werk
Vardalos' Karriere als Schauspielerin begann 1996 mit dem Film No Experience Necessary. Ab Ende der 1990er Jahre wirkte sie als Darstellerin in zahlreichen Fernsehserien mit. International bekannt wurde sie 2002 durch ihre Hauptrolle in dem Film My Big Fat Greek Wedding – Hochzeit auf griechisch, für den sie auch das autobiographische Drehbuch schrieb. Für den Film war sie 2003 in der Kategorie Best Writing, Screenplay Written Directly for the Screen für einen Oscar nominiert. Sie spielte die Hauptrolle in der gleichnamigen Comedy-Serie und war auch 2016 in der Fortsetzung My Big Fat Greek Wedding 2 zu sehen. 2023 erschien mit My Big Fat Greek Wedding – Familientreffen (My Big Fat Greek Wedding 3) ein weiterer Film der Reihe, der zugleich ihr Regiedebüt ist. In der Komödie Connie und Carla (2004) übernahm Vardalos eine Hauptrolle neben Toni Collette, außerdem schrieb sie das Drehbuch. 
Auch für den Film Larry Crowne (2011) schrieb sie zusammen mit Tom Hanks das Drehbuch.
Vardalos' schauspielerisches Schaffen umfasst mehr als 50 Produktionen für Film und Fernsehen.

## Privatleben
Seit 1993 war Nia Vardalos mit dem Schauspieler Ian Gomez verheiratet; 2018 ließ sich das bereits seit dem Vorjahr getrennt lebende Paar scheiden.

## Filmografie (Auswahl)

### Schauspielerin
- 1996: No Experience Necessary
- 1997: Men Seeking Women
- 1998: Short Cinema
- 2002: My Big Fat Greek Wedding – Hochzeit auf griechisch (My Big Fat Greek Wedding)
- 2002: Prince Charming (Meet Prince Charming)
- 2003: My Big Fat Greek Life (Fernsehserie, sieben Folgen)
- 2004: Connie und Carla (Connie and Carla)
- 2009: Mein fast perfekter Valentinstag (I Hate Valentine's Day)
- 2009: My Big Fat Greek Summer (My Life in Ruins)
- 2009: Drop Dead Diva (Was wäre gewesen?)
- 2011: Larry Crowne (Sprechrolle)
- 2012: Grey’s Anatomy (Fernsehserie, Folge 8x12)
- 2012: Kein Sex unter dieser Nummer (For a Good Time, Call…)
- 2013: Law & Order: Special Victims Unit (Fernsehserie, Folge 12x14)
- 2014: Helicopter Mom
- 2015: Jane the Virgin (Fernsehserie, Staffel 1, Folge 19)
- 2016: My Big Fat Greek Wedding 2
- 2022: The Curse of Bridge Hollow
- 2022: Love, Victor (Fernsehserie, Folge 3x02)
- 2023: My Big Fat Greek Wedding – Familientreffen (My Big Fat Greek Wedding 3)

### Drehbuchautorin
- 2002: My Big Fat Greek Wedding – Hochzeit auf griechisch (My Big Fat Greek Wedding)
- 2004: Connie und Carla (Connie and Carla)
- 2009: Mein fast perfekter Valentinstag (I Hate Valentine's Day)
- 2011: Larry Crowne
- 2016: My Big Fat Greek Wedding 2
- 2023: My Big Fat Greek Wedding – Familientreffen (My Big Fat Greek Wedding 3)

### Produzentin
- 2003: My Big Fat Greek Life (Fernsehserie)
- 2004: Connie und Carla (Connie and Carla)